# 布魯克菲爾德 (新澤西州)
布魯克菲爾德（英語：Brookfield）是位於美國新澤西州沃倫縣的普查規定居民點。

## 人口
根據2020年美國人口普查的數據，布魯克菲爾德的面積為2.16平方千米，皆為陸地。當地共有人口727人，而人口密度為每平方千米336.57人。